# Rally de la Vendimia
El Rally de la Vendimia es una prueba de rally que se celebra habitualmente el mes de septiembre en la provincia de Badajoz, con salida y llegada en Almendralejo y organizada por el Motor Club de Almendralejo.
Ha sido en dos ocasiones puntuable para el Campeonato de España de Rally y en numerosas ocasiones para el campeonato de la región centro, el campeonato extremeño, el campeonato andaluz y de Castilla-La Mancha; por tal motivo en numerosas ocasiones ha sido un enfrentamientos entre los mejores equipos de varias regiones que se disputaban los puntos para su campeonato. Es una de las pruebas de rallye más antiguas, habiéndose disputado ininterrumpidamente desde la primera edición, que fue en 1971.

## Palmarés
| Año    | Edición                     | Piloto              | Copiloto            | Automóvil                | Series |
| ------ | --------------------------- | ------------------- | ------------------- | ------------------------ | ------ |
| 1971   | 1.º Rallye de la Vendimia   | Juan López          | Tomás Fernández     | SEAT 1430                |        |
| 1972   | 2.º Rallye de la Vendimia   | Helio Tevar         | Juan J. Arenas      | SEAT 1430                |        |
| 1973   | 3.º Rallye de la Vendimia   | Julio Gargallo      | Ignacio Lewin       | Porsche Carrera          |        |
| 1974   | 4.º Rallye de la Vendimia   | León de Cos         | Esther Salas        | Porsche 911 R            |        |
| 1975   | 5.º Rallye de la Vendimia   | Fernando Medina     | Luis Garrido        | SEAT 1430-1800           |        |
| 1976   | 6.º Rallye de la Vendimia   | Jorge Bagration     | Manuel Barbeito     | Lancia Stratos           |        |
| 1977   | 7.º Rallye de la Vendimia   | Ignacio Rueda       | Manuel Ezquerro     | Alpine Renault A110-1800 |        |
| 1978   | 8.º Rallye de la Vendimia   | Ricardo Muñoz       | Javier Arnaiz       | Porsche Carrera          |        |
| 1979   | 9.º Rallye de la Vendimia   | Jorge de Bagration  | Nuria Llopis        | Lancia Stratos           |        |
| 1980   | 10.º Rallye de la Vendimia  | Alfredo del Águila  | Juan José Grau      | SEAT 124 FL 90           |        |
| 1981   | 11.º Rallye de la Vendimia  | Enrique Villar      | Federico Garret     | Porsche 911 SC           |        |
| 1982   | 12.º Rallye de la Vendimia  | Eugenio Ortiz       | M.ª Jesús Cabal     | Renault 5 Turbo          |        |
| 1983   | 13.º Rallye de la Vendimia  | Carlos Sainz        | Juan José Lacalle   | Renault 5 Turbo          |        |
| 1984   | 14.º Rallye de la Vendimia  | Francisco Palomo    | Pascual Aguilera    | Renault 5 Turbo          |        |
| 1985   | 15.º Rallye de la Vendimia  | José M. Hernández   | Mercedes Rueda      | Renault 5 Turbo          |        |
| 1986   | 16.º Rallye de la Vendimia  | Gustavo Trelles     | Ricardo Ivetich     | Renault 5 GT Turbo       |        |
| 1987   | 17.º Rallye de la Vendimia  | Luis Bravo          | Benigno Turner      | Renault 5 Turbo          |        |
| 1988   | 18.º Rallye de la Vendimia  | Alfonso Sangrador   | José L. Gutiérrez   | Renault 5 GT Turbo       |        |
| 1989   | 19.º Rallye de la Vendimia  | Francisco Palomo    | M.A. Calderón       | Peugeot 205 GTI          |        |
| 1990   | 20.º Rallye de la Vendimia  | Francisco Palomo    | Manuel Santos       | Peugeot 205 GTI          |        |
| 1991   | 21.º Rallye de la Vendimia  | Luis Rueda          | Adolfo Kind         | Lancia Delta Integrale   |        |
| 1992   | 22.º Rallye de la Vendimia  | Luis Rueda          | Adolfo Kind         | Lancia Delta Integrale   |        |
| 1993   | 23.º Rallye de la Vendimia  | Rafael Palomares    | José Ramos          | Ford Sierra RS Cosworth  |        |
| 1994   | 24.º Rallye de la Vendimia  | Rafael Palomares    | José Ramos          | Ford Sierra RS Cosworth  |        |
| 1995   | 25.º Rallye de la Vendimia  | Rafael Palomares    | José Ramos          | Renault Clio Williams    |        |
| 1996   | 26.º Rallye de la Vendimia  | Rafael Palomares    | José ramos          | Renault Clio Williams    |        |
| 1997   | 27.º Rallye de la Vendimia  | Antonio Molina      | Ernesto Laso        | Peugeot 306 S16          |        |
| 1998   | 28.º Rallye de la Vendimia  | Miguel Ángel Fuster | José Vicente Medina | Peugeot 106 kit Car      |        |
| 1999   | 29.º Rallye de la Vendimia  | Enrique Villar      | Federico Garret     | Renault Mégane Maxi      |        |
| 2000   | 30.º Rallye de la Vendimia  | Jesús Puras         | Marc Martí          | Citroën Xsara Kit Car    | CERA   |
| 2001   | 31.er Rallye de la Vendimia | Luis Monzón         | José Carlos Déniz   | Peugeot 206 WRC          | CERA   |
| 2002   | 32.º Rallye de la Vendimia  | Pablo Gómez         | Gregorio Parra      | Peugeot 106 Kit Car      |        |
| 2003   | 33.º Rallye de la Vendimia  | Pablo Gómez         | Gregorio Parra      | Peugeot 106 Kit Car      |        |
| 2004   | 34.º Rallye de la Vendimia  | Pablo Gómez         | Gregorio Parra      | Peugeot 106 Kit Car      |        |
| 2005   | 35.º Rallye de la Vendimia  | Isidoro Jiménez     | Fco. Javier Molina  | Renault Clio Sport       |        |
| 2006   | 36.º Rallye de la Vendimia  | Isidoro Jiménez     | Fco. Javier Molina  | Mitsubishi Lancer Evo VI |        |
| 2007   | 37.º Rallye de la Vendimia  | Juan José Abia      | Alfredo Álvarez     | Peugeot 206 WRC          |        |
| 2008   | 38.º Rallye de la Vendimia  | Isidoro Jiménez     | Fco. Javier Molina  | Mitsubishi Lancer Evo VI |        |
| 2009   | 39.º Rallye de la Vendimia  | Isidoro Jiménez     | Fco. Javier Molina  | Mitsubishi Lancer Evo IX |        |
| 2010   | 40.º Rallye de la Vendimia  | Enrique Acosta      | Joaquín Ortiz       | Mitsubishi Lancer Evo IX |        |
| 2011   | 41.º Rallye de la Vendimia  | Pedro David Pérez   | Ignacio Ramírez     | Peugeot 207 S2000        |        |
| 2012   | 42.º Rallye de la Vendimia  | Santiago Barragán   | Francisco Colchón   | Mitsubishi Lancer Evo VI |        |
| 2013   | 43.º Rallye de la Vendimia  | Antonio L. Casimiro | Joaquín Ortiz       | Mitsubishi Lancer Evo X  |        |
| 2014   | 44.º Rallye de la Vendimia  | Antonio L. Casimiro | Joaquín Ortiz       | Mitsubishi Lancer Evo IX |        |
| 2015   | 45.º Rallye de la Vendimia  | Antonio L. Casimiro | Joaquín Ortiz       | Porsche 997 GT3 RS 3.8   |        |
| 2016   | 46.º Rallye de la Vendimia  | Eduardo Noriego     | Daniel Canelo       | Peugeot 207 S2000        |        |
| 2017   | 47.º Rallye de la Vendimia  | Eduardo Noriego     | Daniel Canelo       | Peugeot 207 S2000        |        |
| 2018   | 48.º Rallye de la Vendimia  | Eduardo Noriego     | Daniel Canelo       | Škoda Fabia S2000        |        |
| 2019   | 49.º Rallye de la Vendimia  | Eduardo Noriego     | Daniel Canelo       | Škoda Fabia S2000        |        |
| 2021   | 50.º Rallye de la Vendimia  | Eduardo Noriego     | Daniel Canelo       | Škoda Fabia S2000        |        |
| 2022   | 51.º Rallye de la Vendimia  | Eduardo Noriego     | Daniel Canelo       | Hyundai i20 R5           |        |
| Fuente |                             |                     |                     |                          |        |